# Bernhard Geiger
Bernhard Geiger (geboren 30. April 1881 in Bielitz, Österreich-Ungarn; gestorben 5. Juli 1964 in New York City) war ein österreich-amerikanischer  Indologe und Iranist.

## Leben und Wirken
Geiger begann zunächst mit Studien der Hebraistik, die er auf die Anregung seines Lehrers Leopold von Schroeder durch Iranistik und Sanskrit an der Universität Wien, der Universität Bonn, der Universität Prag, der Universität Göttingen und der Universität Heidelberg ergänzte. Er wurde 1903 zum Doktor der Philosophie promoviert. 
1909 habilitierte er sich an der Göttinger Universität, wo Franz Kielhorn sein Lehrer war, mit einer Studie zu Patañjalis Werk Mahābhāṣya. Anschließend war er bis 1918 als Privatdozent an der Wiener Universität tätig. 1919 wurde er außerordentlicher Professor für Indologie und Iranistik. 
Unter Geigers Studenten in Wien war von 1924 bis 1926 der spätere Theologe Hans Urs von Balthasar.
Nach dem Anschluss Österreichs an Deutschland 1938 wurde Geiger wegen seiner jüdischen Wurzeln auf Mitbetreiben seines Kollegen Erich Frauwallner, der Nationalsozialist war, entlassen und musste in die USA emigrieren. 
Von 1938 bis 1951 wirkte Geiger als Professor am Tibetian-Iranian Institute in New York und danach als Professor an der Columbia University. Er wurde besonders für seine Forschungen zu den vorislamischen Sprachen und Literaturen des Iran bekannt. Zum Beispiel erforschte Geiger die mitteliranischen Beschriftungen der Synagoge von Dura Europos.

## Werke
- mit Erwin Felber: Die indische Musik der vedischen und klassischen Zeit. Studie zur Geschichte der Rezitation. Wien 1912.
- Die Amesa Spentas - Ihr Wesen und ihre ursprüngliche Bedeutung. Aus den Sitzungsberichten der Kaiserlichen Akademie der Wissenschaften in Wien – Philosophisch-historische Klasse – 176. Band - 7. Abhandlung - vorgelegt in der Sitzung am 10. Juni 1914. Wien 1916.
- Zum Postwesen der Perser. Wien 1916.